# Обергефелл против Ходжеса
Обергефелл против Ходжеса — одно из знаковых дел Верховного Суда США, в ходе которого суд постановил, что равенство брака является фундаментальным правом гражданина, гарантированным четырнадцатой поправкой к Конституции Соединенных Штатов.
Вынесенное 26 июня 2015 года пятью голосами против четырёх решение гласит, что все штаты обязаны выдавать брачные свидетельства всем однополым парам, а также признавать такие свидетельства, выданные законным путём в прочих юрисдикциях. Постановление суда требует от всех пятидесяти штатов, округа Колумбия и островных территорий заключать и признавать браки однополых пар на тех же условиях, что и браки разнополых пар, со всеми сопутствующими правами и обязанностями.
В период с января 2012 года по февраль 2014 года истцы в Мичигане, Огайо, Кентукки и Теннесси подали иски в федеральный окружной суд, которые завершились делом Обергефелл против Ходжеса. После того, как все районные суды приняли решение в пользу истцов, решения были обжалованы в Шестом округе. В ноябре 2014 года после серии постановлений апелляционного суда Четвертого, Седьмого, Девятого и Десятого округа о том, что запреты на однополые браки на уровне штата являются неконституционными, Шестой судебный округ постановил, что это связано с делом Бейкер против Нельсона, и счел такие запреты конституционными. Это создало раскол между округами и привело к пересмотру дела в Верховном суде.
Решением 26 июня 2015 года по делу Обергефелл против Ходжеса Верховный Суд отменил решение по делу Бейер против Нельсона и потребовал, чтобы все штаты выдавали свидетельства на брак однополым парам и признавали однополые браки, законно заключенные в других юрисдикциях. Это законодательно признало однополые браки на всей территории Соединенных Штатов и их территорий. В мнении большинства, написанном судьей Энтони Кеннеди, Суд рассмотрел природу основных прав, гарантированных всем Конституцией, ущерб, причиненный отдельным лицам из-за задержки реализации таких прав, пока демократический процесс завершается, и развивающееся понимание дискриминации и неравенства, которое значительно улучшилось со времен дела Бейкер против Нельсона.
До дела Обергефелл против Ходжеса однополые браки уже были признаны законом, постановлением суда или инициативой избирателей в тридцати шести штатах, округе Колумбия и Гуаме.

## Иски в окружные суды
Дело Верховного суда США Обергефелл против Ходжеса не является кульминацией одного судебного процесса. В конечном счете, это объединение шести дел в судах низшей инстанции, первоначально представлявших шестнадцать однополых пар, семерых их детей, вдовца, агентство по усыновлению и директора похорон. Эти случаи поступили из Мичигана, Огайо, Кентукки и Теннесси. Все шесть постановлений федерального окружного суда вынесены в отношении однополых пар и других истцов.

### Дело Мичигана: ДеБоер против Снайдера
Одно дело пришло из Мичигана, касалось женской пары и их троих детей. Эйприл ДеБоер и Джейн Роуз провели церемонию помолвки в феврале 2007 года. Они были приемными родителями. 25 января 2009 года родился сын, усыновленный Роуз в ноябре. Дочь родилась 1 февраля 2010 года и была усыновлена ДеБоэр в апреле 2011 года. Второй сын родился 9 ноября 2009 года и был усыновлен Роуз в октябре 2011 года. Закон штата Мичиган разрешал усыновление только одинокими людьми или супружескими парами. Следовательно, 23 января 2012 года ДеБоер и Роуз подали иск в Окружной суд США Восточного округа Мичигана (Южный округ, Детройт), по делу ДеБоер против Снайдера, утверждая, что закон Мичигана об усыновлении является неконституционным. Ричард Снайдер, главный ответчик, в то время был губернатором Мичигана.
Во время слушаний 29 августа 2012 г. судья Бернард А. Фридман выразил оговорки в отношении оснований для иска истцов, предложив им внести поправки в свою жалобу, чтобы оспорить запрет штата на однополые браки. Истцы изменили свою иск 7 сентября. Во время слушаний 7 марта 2013 года Фридман решил отложить рассмотрение дела до тех пор, пока Верховный суд США не вынесет решение по делу «Соединенные Штаты против Виндзор» и «Холлингсворт против Перри», надеясь на рекомендации. 16 октября Фридман назначил суд на 25 февраля 2014 года. Судебный процесс завершился 7 марта. 21 марта Фридман вынес решение в пользу истцов, заключив, что «без какого-либо преобладающего законного интереса государство не может использовать свои полномочия по семейным отношениям для законодательного прекращения существования семей. Не сумев установить такой интерес в контексте однополых браков. [государственный запрет на брак] не может оставаться в силе».

### Дела в штате Огайо

#### Обергефелл против Кейсика

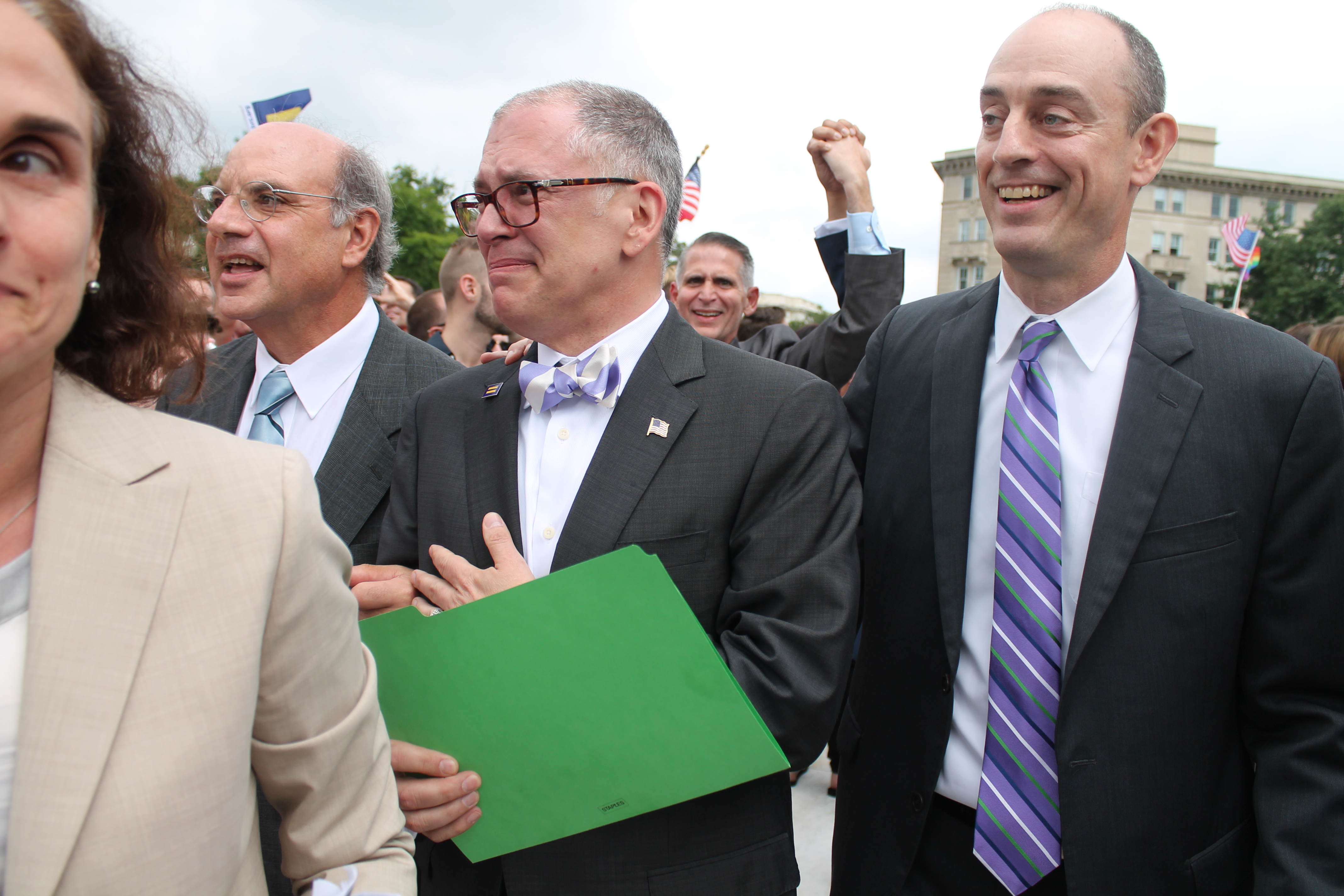
У здания Верховного суда утром 26 июня 2015 года Джеймс Обергефелл (на переднем плане, в центре) и адвокат Аль Герхардстайн (на переднем плане, слева) реагируют на историческое решение.

Два случая поступили из Огайо, первое в конечном итоге касалось пары мужчин, вдовца и распорядителя похорон. В июне 2013 года, после решения Верховного суда США по делу Соединённые Штаты против Виндзор, Джеймс «Джим» Обергефелл и Джон Артур решили пожениться, чтобы получить юридическое признание их отношений. Они поженились в Мэриленде 11 июля. Узнав, что штат их проживания, Огайо, не признает их брак, они подали иск Обергефелл против Кейсика в Окружной суд Соединенных Штатов по Южному округу Огайо (Западный округ, Цинциннати) 19 июля 2013 года, утверждая, что государство дискриминирует однополые пары, вступившие в законный брак за пределами штата. Главным ответчиком был губернатор штата Огайо Джон Кейсик. Поскольку один из партнеров, Джон Артур, был неизлечимо болен и страдал от бокового амиотрофического склероза (БАС), они хотели, чтобы Регистратор Огайо идентифицировал другого партнера, Джеймса Обергефелла, как его оставшегося в живых супруга в свидетельстве о смерти на основании их брака в Мэриленде. Местный регистратор штата Огайо согласился с тем, что дискриминация однополых супружеских пар является неконституционной, но генеральная прокуратура штата объявила о планах защиты запрета на однополые браки в Огайо.
По ходу дела 22 июля окружной судья Тимоти С. Блэк удовлетворил ходатайство пары, временно запретив регистратору штата Огайо принимать какие-либо свидетельства о смерти, если в нем не зафиксировано, что на момент смерти умерший был женат, а его партнер — «оставшимся в живых супругом». Блэк писал, что «на протяжении всей истории штата Огайо закон штата Огайо был ясен: брак, заключенный за пределами штата Огайо, действителен в Огайо, если он действителен там, где он был заключен», и отметил, что некоторые браки между двоюродными братьями или несовершеннолетними являются незаконными, если они заключаются в Огайо, признаны штатом, если они являются законными, когда торжественно отмечаются в других юрисдикциях. Генеральный прокурор Огайо Майк Деуайн заявил, что не будет обжаловать предварительное постановление. 13 августа Блэк продлил действие временного запретительного судебного приказа до конца декабря и назначил устные доводы о судебном запрете, который является постоянным, на 18 декабря.
Между тем 22 июля 2013 года Дэвид Миченер и Уильям Герберт Айвз поженились в Делавэре. У них было трое приемных детей. 27 августа Уильям Айвз неожиданно скончался в Цинциннати, штат Огайо. Его останки хранились в похоронном бюро Цинциннати в ожидании выдачи свидетельства о смерти, необходимого перед кремацией, желаемым погребальным обрядом умершего. Поскольку по закону штата Огайо имя пережившего супруга Дэвида Миченера не могло быть указано в свидетельстве о смерти, он обратился за средствами правовой защиты и был добавлен в качестве истца по делу 3 сентября.
По мере продвижения дела с новыми поправками, 25 сентября Блэк удовлетворил ходатайство истцов от 19 сентября об исключении губернатора и генерального прокурора штата из статуса ответчиков и о добавлении похоронного директора Роберта Грюна к иску, чтобы он мог получить разъяснения по поводу его юридических обязательств в соответствии с законодательством штата Огайо при обслуживании клиентов с однополыми супругами, такими как его клиент Джеймс Обергефелл. Директор Департамента здравоохранения штата Огайо Теодор Вимисло был заменен в качестве главного ответчика, и дело было изменено на Обергефелл против Вимисло. 22 октября умер истец Джон Артур. Государственные ответчики ходатайствовали о прекращении дела по причине неоднозначности. Судья Блэк приказом от 1 ноября отклонил ходатайство о прекращении дела. 23 декабря судья Блэк постановил, что отказ Огайо признать однополые браки из других юрисдикций является дискриминационным, и приказал Огайо признавать однополые браки из других юрисдикций в свидетельствах о смерти. Он писал: «Когда государство фактически прекращает брак однополой пары, состоящей в браке в другой юрисдикции, это вторгается в сферу частных супружеских, семейных и интимных отношений, особо охраняемых Верховным судом».

#### Генри против Вимисло
Во втором случае из Огайо участвовали четыре пары, ребенок и агентство по усыновлению. Джорджия Николь Йорксмит и Памела Йорксмит поженились в Калифорнии 14 октября 2008 года. У них родился сын в 2010 году, и они ждали еще одного ребенка. В 2011 году Келли Ноу и Келли Маккракен поженились в Массачусетсе. Они ждали ребенка. Джозеф Дж. Витале и Роберт Талмас поженились в Нью-Йорке 20 сентября 2011 года. В 2013 году они обратились за услугами в агентство по усыновлению, Adoption STAR, и наконец усыновили сына 17 января 2014 года, в тот же день, когда Бриттани Генри и Бриттни Роджерс поженились в Нью-Йорке. Они тоже ждали сына. Три женские пары жили в Огайо, каждая из которых ожидала рождения ребенка в конце 2014 года. Витале и Талмас жили в Нью-Йорке со своим приемным сыном Чайлдом Доу, родившимся в Огайо в 2013 году, а также истцом через своих родителей. 10 февраля 2014 года четыре пары, состоящие в законном браке, подали иск Генри против Вимисло, также в Окружной суд США Южного округа Огайо (Западный округ, Цинциннати), чтобы заставить штат включить обоих родителей в список родителей в свидетельствах о рождении детей. Агентство по усыновлению, Adoption S.T.A.R., подало в суд из-за дополнительных и неадекватных услуг, которые закон Огайо вынудил предоставлять однополым родителям, усыновляющим в штате. Теодор Вимисло, главный ответчик, в то время был директором Министерства здравоохранения Огайо.
По мере продвижения дела истцы внесли поправки в свою жалобу, прося суд объявить запрет Огайо на признание однополых браков неконституционным. Судья Блэк дал штату время на подготовку апелляции на его решение, объявив 4 апреля, что 14 апреля он издаст приказ, требующий от штата Огайо признания однополых браков, заключенных в других юрисдикциях. После отставки главного ответчика, директора здравоохранения штата Огайо, Теда Вимисло, по причинам, не связанным с этим делом, Лэнс Хаймс стал временным директором, и дело было изменено на Генри против Хаймса. 14 апреля Блэк постановил, что Огайо должен признавать однополые браки из других юрисдикций, и 16 апреля приостановил исполнение своего решения, за исключением свидетельств о рождении, запрошенных истцами.

### Дела в штате Кентукки

#### Бурк против Бешира

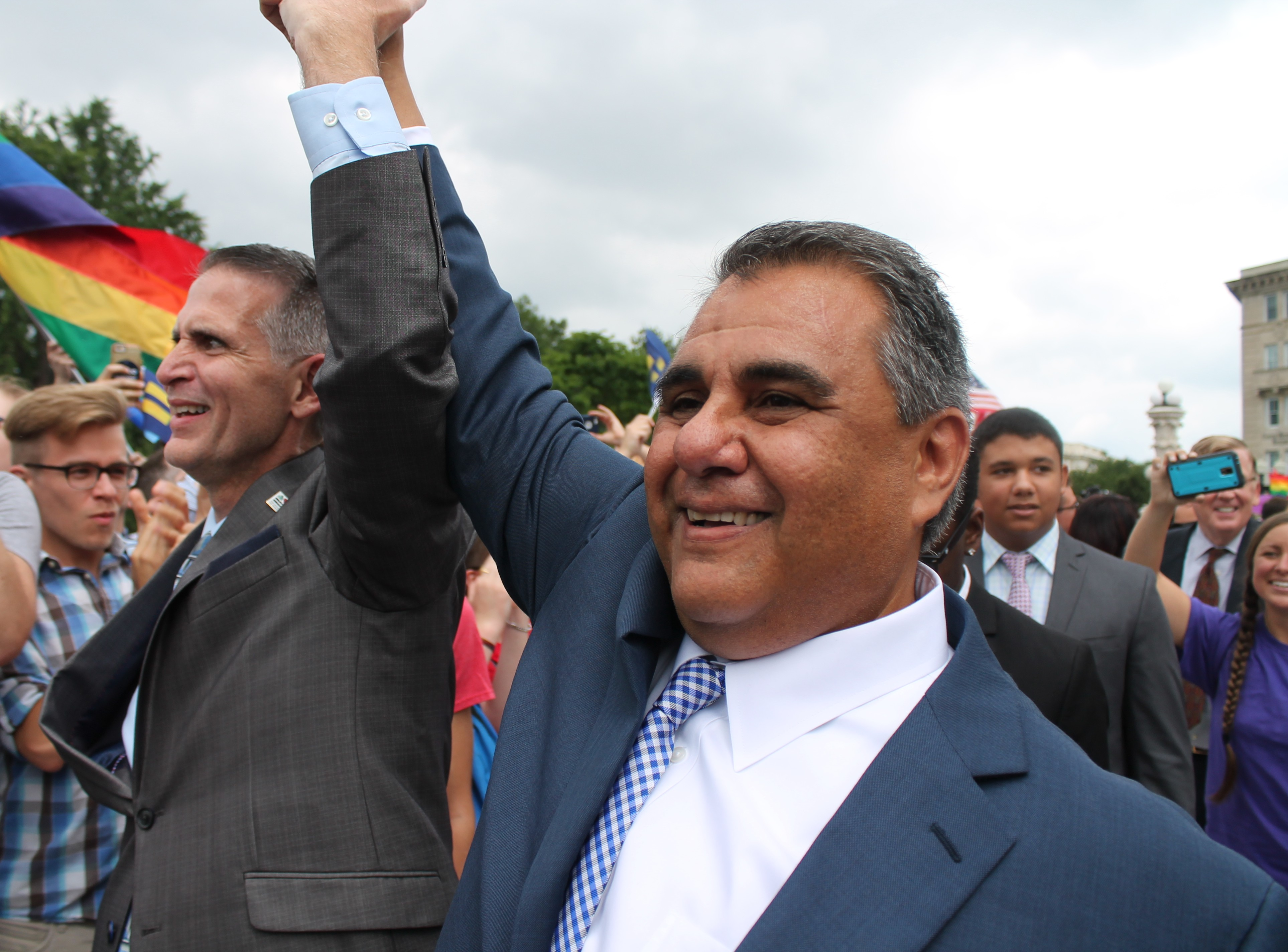
Истцы Грегори Бурк (слева) и Майкл ДеЛеон (справа) празднуют возле здания Верховного суда 26 июня 2015 года.

Два случая произошли в Кентукки, первый в конечном итоге касался четырех однополых пар и их шестерых детей. Грегори Бурк и Майкл ДеЛеон поженились в Онтарио, Канада, 29 марта 2004 года. У них было двое детей: истец И.Д., четырнадцатилетняя девочка, и истец И.Д., пятнадцатилетний мальчик. Рэнделл Джонсон и Пол Кэмпион поженились в Калифорнии 3 июля 2008 года. У них было четверо детей: Истцы T.J.-C. и T.J.-C., восемнадцатилетние мальчики-близнецы, истец D.J.-C., четырнадцатилетний мальчик, и истец M.J.-C., десятилетняя девочка. Джимми Мид и Лютер Барлоу поженились в Айове 30 июля 2009 года. Кимберли Франклин и Тамера Бойд поженились в Коннектикуте 15 июля 2010 года. Все проживали в Кентукки. 26 июля 2013 года Бурк и ДеЛеон и двое их детей через них подали иск Бурк против Бешира в Окружной суд США Западного округа Кентукки (округ Луисвилл), оспаривая запрет Кентукки на однополые отношения, брак и признание однополых браков из других юрисдикций. Стив Бешир, главный ответчик, в то время был губернатором Кентукки.
Впоследствии, 16 августа, иск был изменен, чтобы привлечь к делу Джонсона и Кэмпиона, их четверых детей через них, а также Мида и Барлоу, снова оспаривая запрет штата на однополые браки и признание однополых браков со стороны других лиц. 1 ноября жалоба была снова изменена, чтобы привлечь к делу Франклина и Бойда, теперь оспаривая только запрет Кентукки на признание однополых браков из других юрисдикций. Первоначально пара подала собственный иск Франклин против Бешира в Окружной суд Соединенных Штатов по Восточному округу Кентукки, но для удобства было приказано изменить место проведения, с намерением формально объединить дело с Бурком. Консолидации так и не произошло, и это отдельное дело было закрыто за неспособностью предъявить новые требования. 12 февраля 2014 года судья Джон Г. Хейберн II вынес решение суда: «В конце концов, суд заключает, что отказ Кентукки в признании законных однополых браков нарушает конституционные гарантии равной защиты со стороны закона, даже в соответствии с самым уважительным стандартом проверки. Соответственно, статуты Кентукки и поправка к конституции, санкционирующая такой отказ, являются неконституционными».

#### Лав против Бешира
Во втором деле из Кентукки, Лав против Бешира, участвовали две пары мужчин. 3 июня 2006 года Морис Бланшар и Доминик Джеймс провели религиозную церемонию бракосочетания. Чиновники округа Кентукки неоднократно отказывали им в разрешении на брак. Тимоти Лав и Лоуренс Исунза прожили вместе тридцать лет, когда 13 февраля 2014 года им отказали в разрешении на брак в офисе чиновника округа Джефферсон. 14 февраля, на следующий день, пары подали ходатайство о присоединении к делу Бурк против Бешира, оспаривая запрет штата на однополые браки. Ходатайство было удовлетворено 27 февраля, и дело было раздвоено, и 28 февраля иск был переименован в Лав против Бешира. 1 июля 2014 года судья Хейберн вынес решение. Он обнаружил, что «гомосексуалисты составляют класс квази-подозреваемых», и признал, что законы Кентукки, запрещающие однополые браки, «нарушали пункт о равной защите четырнадцатой поправки к Конституции Соединенных Штатов, не имеют юридической силы и не имеют законной силы». В ходе оценки аргументов государства в пользу запретов он заявил: «Эти аргументы не являются аргументами серьезных людей».

### Дело Теннесси: Танко против Хэслема
Один случай произошел в Теннесси с участием четырех однополых пар. Джой «Джоно» Эспехо и Мэтью Мэнселл поженились в Калифорнии 5 августа 2008 года. 25 сентября 2009 года они усыновили двоих приемных детей. После того, как Мэнселл стал работать в штате у работодателя, в мае 2012 года пара переехала во Франклин, штат Теннесси. Келли Миллер и Ванесса ДеВиллез поженились в Нью-Йорке 24 июля 2011 года, а затем переехали в Теннесси. Армейский резервист сержант Первого класса Иджпе ДеКоу и Томас Костура поженились в Нью-Йорке 4 августа 2011 года. В мае 2012 года, после завершения службы в Афганистане, сержант ДеКоу был переведен в Мемфис, штат Теннесси, куда пара впоследствии переехала. 3 сентября 2013 года Министерство обороны начало признавать их брак, а государство — нет. Валерия Танко и София Джести поженились в Нью-Йорке 9 сентября 2011 года, затем переехали в Теннесси, где были профессорами университета. Они ждали своего первого ребенка в 2014 году. 21 октября 2013 года, желая, чтобы их браки за пределами штата были признаны в Теннесси, четыре пары подали иск Танко против Хэслема в Окружной суд США по делам Округа Теннесси (Нэшвилл). Уильям Эдвардс Хэслем, главный ответчик, в то время был губернатором Теннесси.

## Отмена в шестом округе

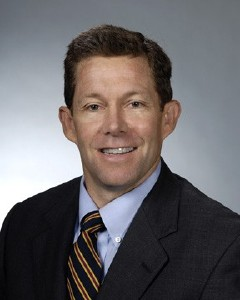
Судья Джеффри Саттон написал мнение большинства Шестого округа в поддержку запрета однополых браков, что привело к расколу округа, что помогло инициировать рассмотрение дела в Верховном суде.

Шесть решений четырех федеральных окружных судов были обжалованы в Апелляционном суде США шестого округа. Директор здравоохранения штата Огайо подал апелляцию на Обергефелл против Вимисло 16 января 2014 года. 18 марта губернатор Теннесси подал апелляцию против дела Танко против Хэслема. 21 марта губернатор Мичигана подал апелляцию на ДеБоер против Снайдера. Губернатор Кентукки подал апелляцию на Бурк против Бешира и Лав против Бешира 18 марта и 8 июля соответственно. А 9 мая директор здравоохранения штата Огайо подал апелляцию против дела Генри против Хаймса.
Впоследствии, 20 мая, Шестой округ объединил Обергефелл против Хаймса с Генри против Хаймса для целей брифинга и сбора устных аргументов (15 апреля, после того, как губернатор штата Огайо Джон Кейсик назначил Ланса Хаймса временным директором здравоохранения 21 февраля, Дела против Хаймса были объединены в Обергефелл против Хаймса. По предварительному ходатайству сторон Шестой округ также объединил Бурк против Бешира и Лав против Бешира 16 июля. 6 августа коллегия из трех судей, состоящая из судей Джеффри Саттона, Деборы Л. Кук и Марты Крейг Дотри, заслушала устные аргументы по всем четырем делам. 11 августа Ричард Ходжес, назначенный губернатором штата Огайо Джоном Кейсиком, сменил Хаймса на посту директора здравоохранения штата Огайо, и дело Обергефелла снова получило новое название, на этот раз в качестве последнего варианта Обергефелл против Ходжеса.
6 ноября 2014 года в решении под названием ДеБоер против Снайдера Шестой округ постановил двумя голосами против одного, что запрет Огайо на однополые браки не нарушает Конституцию США. Суд заявил, что он связан действиями Верховного суда США в 1972 году по аналогичному делу Бейкер против Нельсона, которое отклонило иск однополой пары о браке «из-за отсутствия существенного федерального вопроса». Судья Саттон, написавший от имени большинства, также отклонил аргументы, выдвинутые от имени однополых пар в этом деле: «Однако ни одна из теорий истцов не дает оснований для конституционализации определения брака и исключения этого вопроса из места, которым он был с момента основания: в руках избирателей штата».
Не соглашаясь, судья Дотри написал:
Поскольку правильный результат настолько очевиден, возникает соблазн предположить, что большинство целенаправленно заняло противоположную позицию, чтобы создать раскол в отношении законности однополых браков, что может привести к выдаче решения Верховным судом и прекращению неопределенности статуса и межгосударственного хаоса, которому угрожает текущее несоответствие в государственных законах

## В Верховном Суде

### Ходатайства о судебных исках
Истцы по каждому из шести дел окружных судов подали апелляции в Верховный суд США. 14 ноября 2014 года однополые пары, вдовцы, истец-ребенок и распорядитель похорон в делах ДеБоер против Снайдера, Обергефелл против Ходжеса и Танко против Хэслема подали в суд ходатайства о судебных исках. Агентство по усыновлению Adoption S.T.A.R. не ходатайствовало. 18 ноября однополые пары в деле Бурк против Бешира подали в суд ходатайство о выдаче судебного приказа о судебном иске.
Заявители в деле ДеБура поставили перед Судом вопрос о том, нарушает ли отказ однополых пар в праве на вступление в брак Четырнадцатую поправку.
Истцы в деле Обергефелла просили Суд рассмотреть вопрос о том, нарушает ли отказ Огайо признавать браки из других юрисдикций гарантии надлежащей правовой процедуры и равной защиты Четырнадцатой поправки, а также является ли отказ штата признать решение об усыновлении другим штатом нарушением Конституции США.
Заявители в деле Танко просили Суд рассмотреть три вопроса: нарушает ли отказ однополым парам право вступать в брак, включая признание браков за пределами штата, положения о надлежащей правовой процедуре или равной защите Четырнадцатой поправки; нарушает ли отказ признать их браки за пределами штата право однополых пар на поездки между штатами; и оставалось ли дело «Бейкер против Нельсона» (1972), в целом отклоняющее иски однополых пар о браке, обязательным прецедентом.
Наконец, заявители в деле Бурка задали Суду два вопроса: нарушает ли государство положения о надлежащей правовой процедуре или равной защите Четырнадцатой поправки, запрещая однополым парам вступать в брак, и делает ли оно это, отказываясь признать иногородние однополые браки.

### Краткие сведения
16 января 2015 года Верховный суд США объединил четыре дела об однополых браках, оспаривающих законы штата, запрещающих однополые браки — ДеБур против Снайдера (Мичиган), Обергефелл против Ходжеса (Огайо), Бурк против Бешира (Кентукки) и Танко против Хэслема (Теннесси) — и согласился пересмотреть дело. В нем установлен график брифингов, который должен был быть завершен 17 апреля. Суд назначил брифинг и устные прения по следующим вопросам:
1. Требует ли Четырнадцатая поправка к государству разрешить брак между двумя людьми одного пола?
2. Требует ли Четырнадцатая поправка, чтобы государство признало брак между двумя людьми одного пола, если их брак был разрешен на законных основаниях и заключен за пределами штата?

Суд также сказал сторонам в каждом из четырех дел ответить только на вопросы, поднятые в их конкретном деле. Таким образом, Обергефелл поднимает только второй вопрос — признание однополых браков в других юрисдикциях.
По делу было представлено 148 записок amici curiae, больше, чем по любому другому делу Верховного суда США, включая историческую записку amicus, написанную партнером Morgan Lewis Сьюзан Бейкер Мэннинг от имени 379 коммерческих организаций, которые заявили о своем бизнесе. дело о легализации однополых браков по всей стране.

### Устные доводы
Устные доводы по делу были заслушаны 28 апреля 2015 года. Интересы истцов представляли адвокат по гражданским правам Мэри Бонауто и адвокат Вашингтона, округ Колумбия, Дуглас Холлуорд-Дримайер. Генеральный солиситор США Дональд Б. Веррилли-младший, представлявший Соединенные Штаты, также выступал за однополые пары. Штаты были представлены бывшим генеральным солиситором Мичигана Джоном Дж. Бершем и Джозефом Р. Уэленом, помощником генерального солиситора из Теннесси. Из девяти судей все, кроме Кларенса Томаса, комментировали и задавали вопросы, давая подсказки к определению их позиции относительно Конституции и будущего однополых браков.
Хотя вопросы и комментарии судей во время устных прений являются несовершенным индикатором их окончательных решений, судьи, похоже, резко разделились в своих подходах к этому вопросу, разделившись, как они часто делают, по идеологическим линиям, а судья Энтони Кеннеди играл ключевую роль. Считалось, что главный судья Джон Робертс также может сыграть решающую роль. Несмотря на свои прошлые взгляды и свое несогласие, Робертс сделал комментарии во время устной дискуссии, предполагая, что указанные запреты могут представлять собой дискриминацию по признаку пола. Однако, по его мнению, он утверждал, что запрет на однополые браки является конституционным.

## Заключение суда

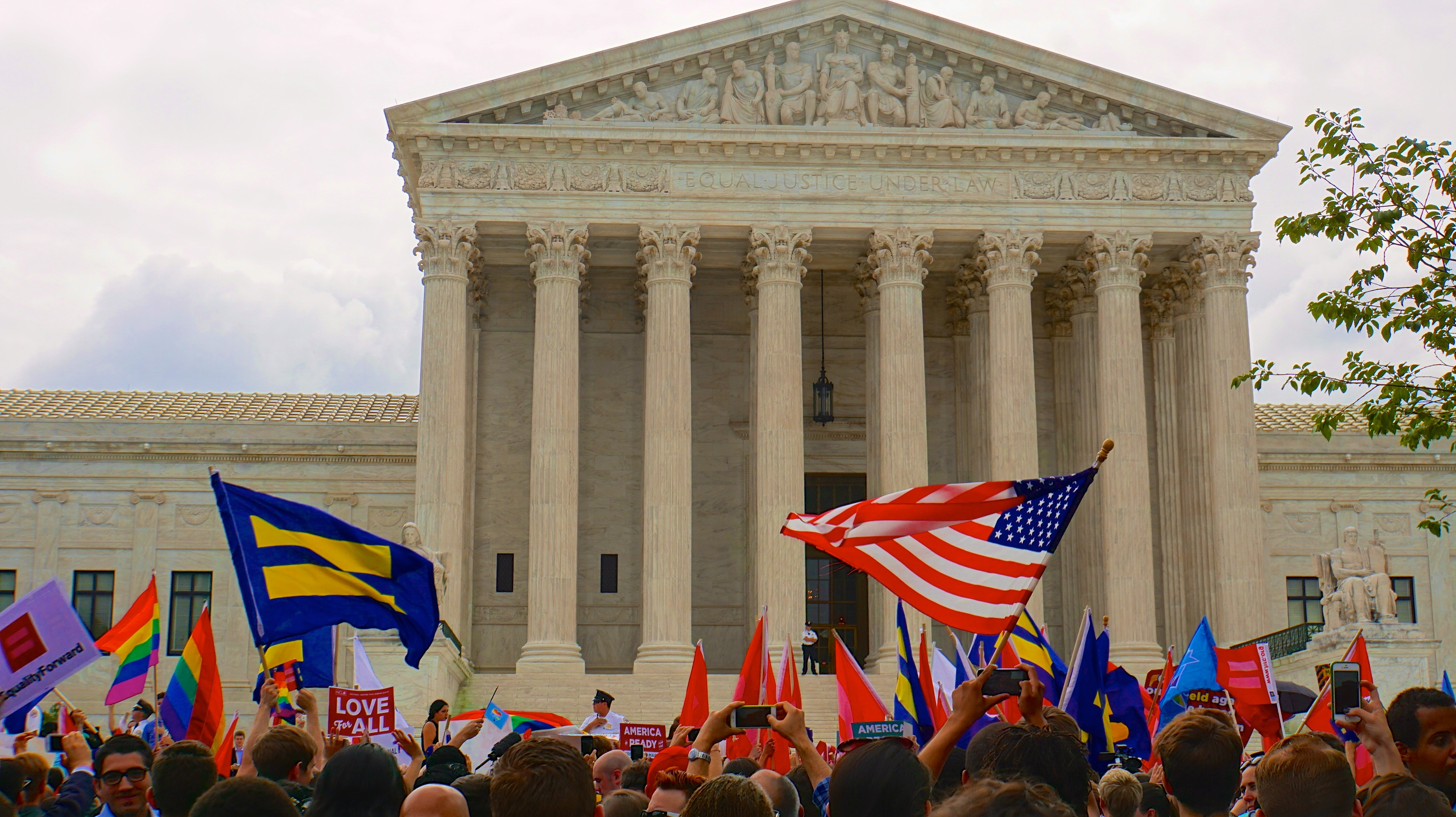
Утром 26 июня 2015 года у здания Верховного суда толпа празднует решение суда.

26 июня 2015 года Верховный суд США пятью голосами против четырёх постановил, что Четырнадцатая поправка требует, чтобы все штаты разрешали однополые браки и признавали однополые браки, заключенные в других штатах. Суд отменил свое предыдущее решение по делу Бейкер против Нельсона, на которое Шестой округ сослался как на прецедент.
Решение по делу Обергефелл против Ходжеса было принято во вторую годовщину принятия решения США против Виндзор, которое отменило раздел 3 Закона о защите брака, который отрицал федеральное признание однополых браков как неконституционных. Это было также приурочено к двенадцатой годовщине Лоуренс против Техаса, которое отменило законы о содомии в 13 штатах. Решение по делу Обергефелл против Ходжеса было вынесено в предпоследний день срока полномочий Суда; и уже в 9:59 утра, когда было принято решение, однополые пары не могли вступать в брак во многих штатах.
Мнения судей по делу Обергефелл против Ходжеса совпадают с их мнениями в деле США против Виндзор, которое отклонило признание закона о защите брака только для браков между противоположными полами для определенных целей в соответствии с федеральным законом. В обоих случаях судья Кеннеди был автором мнения большинства и считался «решающим голосом».
Главный судья Робертс и судьи Скалиа, Томас и Алито написали отдельное особое мнение. Главный судья зачитал часть своего особого мнения в суде, впервые с тех пор, как он присоединился к Суду в 2005 году.

### Мнение большинства

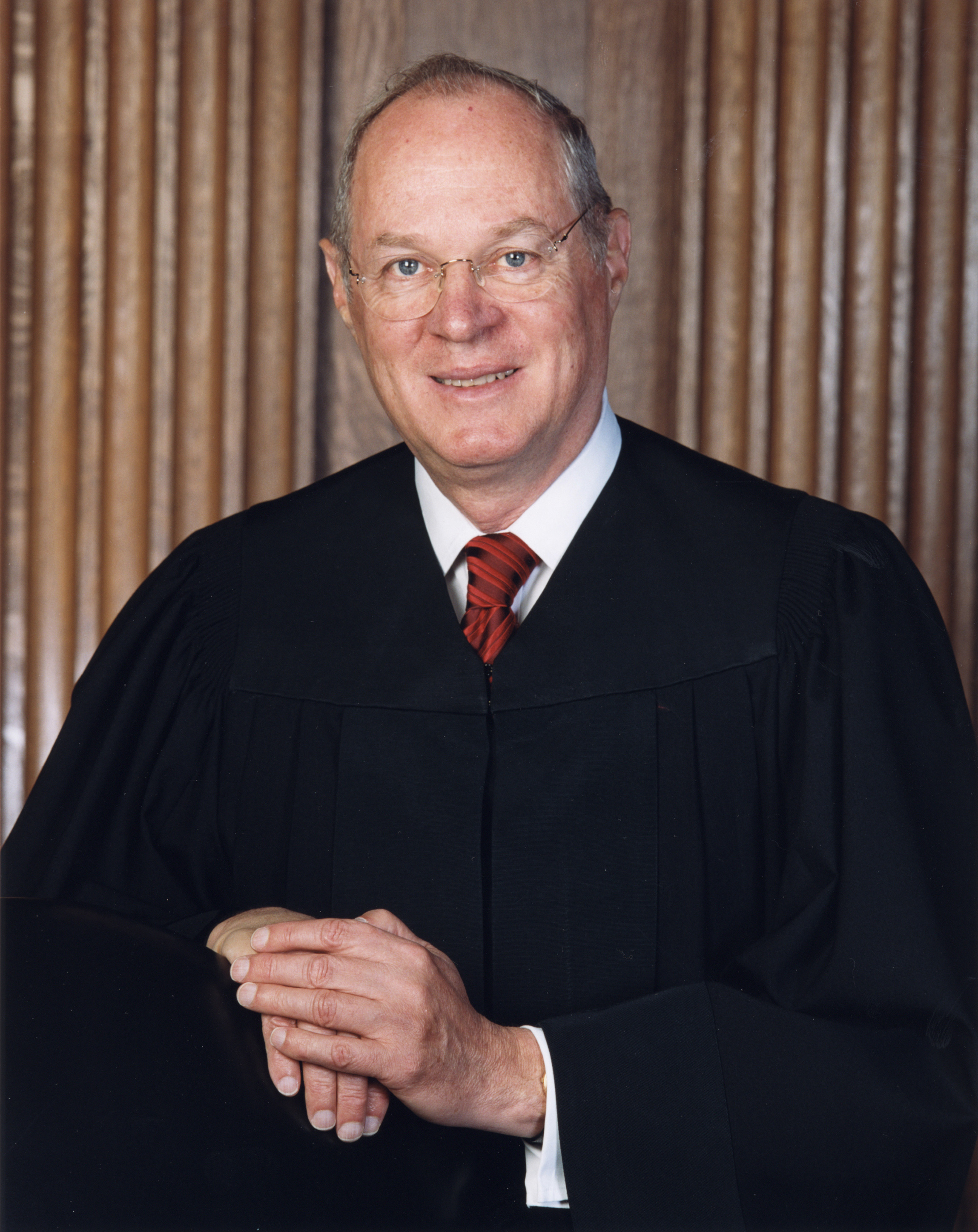
Судья Энтони Кеннеди является автором заключения Суда, в котором однополые пары имеют право вступать в брак.

Судья Энтони Кеннеди является автором заключения Суда, в котором однополые пары имеют право вступать в брак. Судья Энтони Кеннеди был автором мнения большинства, к нему присоединились судьи Рут Бейдер Гинзбург, Стивен Брайер, Соня Сотомайор и Елена Каган. Большинство считает, что запрет на однополые браки является нарушением Правил четырнадцатой поправки и положений о равной защите.
«Конституция обещает свободу всем, в пределах ее досягаемости, — заявил Суд, — свободу, которая включает в себя определенные конкретные права, которые позволяют людям в рамках законной сферы определять и выражать свою личность». Ссылаясь на решение по делу Грисвольд против Коннектикута, Суд подтвердил, что основные права, закрепленные в пункте о надлежащей правовой процедуре Четырнадцатой поправки, «распространяются на определенные личные выборы, имеющие центральное значение для индивидуального достоинства и автономии, включая интимный выбор, который определяет личную идентичность и убеждения», но «идентификация и защита» этих основных прав «не сводится к какой-либо формуле». Как постановил Верховный суд в таких делах, как Лавинг против Виргинии, Заблоки против Редхейла и Тернер против Сэфли, это расширение включает фундаментальное право на вступление в брак.
Суд отклонил формулировку вопроса штатами-ответчиками о том, существует ли «право на однополые браки», настаивая на его прецедентах, «спросил о праве на вступление в брак в его всеобъемлющем смысле, спрашивая, есть ли достаточное основание для исключения соответствующего класса прав». В самом деле, большинство заявило: «Если права определялись тем, кто пользовался ими в прошлом, то полученные методы могут служить их собственным постоянным оправданием, и новые группы не могут ссылаться на права, в которых однажды было отказано». Ссылаясь на свои предыдущие решения по делу Лавинг против Виргинии и Лоуренс против Техаса, Суд соответственно сформулировал вопрос в деле Обергефелл против Ходжеса.
Суд перечислил четыре различные причины, по которым основное право на вступление в брак применимо к однополым парам, сославшись на Соединенные Штаты против Виндзор в поддержку своего решения на протяжении всего обсуждения. Во-первых, «право на личный выбор в отношении брака является неотъемлемой частью концепции индивидуальной автономии». Во-вторых, «право на вступление в брак имеет основополагающее значение, поскольку оно поддерживает союз двух человек, в отличие от любого другого по важности для приверженных делу людей, это принцип, в равной степени применимый к однополым парам». В-третьих, фундаментальное право на вступление в брак «защищает детей и семьи и, таким образом, черпает смысл из смежных прав на воспитание, деторождение и образование»; поскольку у однополых пар есть дети и семьи, они заслуживают этой гарантии, хотя право на брак в Соединенных Штатах никогда не ограничивалось деторождением. И, наконец, в-четвертых, «брак является краеугольным камнем нашего социального строя» и «здесь нет разницы между однополыми и разнополыми парами в отношении этого принципа»; следовательно, запрет на брак однополых пар ставит их в противоречие с обществом, лишает их бесчисленных преимуществ брака и вносит нестабильность в их отношения без уважительной причины.
Суд отметил взаимосвязь между свободой положения о надлежащей правовой процедуре и равенством положений о равной защите и постановил, что запрет на однополые браки нарушает последнее. Сделав вывод о том, что свобода и равенство однополых пар было значительно ограничено, Суд отменил запрет на однополые браки за нарушение обоих положений, постановив, что однополые пары могут осуществлять основное право на вступление в брак во всех пятидесяти штатах «на одних и тех же положениях и условиях как и пары противоположного пола».
Из-за «существенного и продолжающегося ущерба» и «нестабильности и неопределенности», вызванных различными законами штатов о браке в отношении однополых пар, а также из-за того, что штаты-ответчики признали, что постановление, требующее от них разрешить вступать в брак с однополыми парами, подорвет их отказ от признания действительных однополых браков, заключенных в других штатах, Суд также постановил, что штаты должны признавать однополые браки, законно заключенные в других штатах.
Обращаясь к аргументу штатов-ответчиков, Суд подчеркнул, что, хотя демократический процесс может быть подходящим средством для решения таких вопросов, как однополые браки, ни один человек не должен полагаться исключительно на демократический процесс для осуществления основного права. «Человек может ссылаться на право на конституционную защиту, когда ему или ей причинен вред, даже если широкая общественность не согласна и даже если законодательный орган отказывается действовать», поскольку «основные права не могут быть вынесены на голосование; они зависят от результата отсутствия выборов». Кроме того, если в данном случае вынести решение против однополых пар, допустив, что демократический процесс проявится как «осторожный подход к признанию и защите основных прав», тем временем «однополым парам нанесут вред».
Кроме того, Суд отклонил мнение о том, что разрешение однополым парам вступать в брак вредит институту брака, приводя к меньшему количеству разнополых браков за счет разрыва связи между деторождением и браком, назвав это понятие «нелогичным» и «нереалистичным». Вместо этого Суд заявил, что состоящие в браке однополые пары «не будут представлять опасности причинения вреда себе или третьим лицам». Большинство также подчеркнуло, что Первая поправка защищает тех, кто не согласен с однополыми браками.
В заключение судья Кеннеди написал Суду:
Нет союза более глубокого, чем брак, поскольку он воплощает в себе высшие идеалы любви, верности, преданности, жертвенности и семьи. Создав брачный союз, два человека становятся чем-то большим, чем когда-то были. Как показывают некоторые из истцов в этих случаях, брак олицетворяет любовь, которая может сохраниться даже после смерти. Было бы неправильно понять этих мужчин и женщин, если бы они сказали, что они не уважают идею брака. Их просьба состоит в том, чтобы они уважали ее, уважали ее настолько глубоко, что пытались найти ее исполнение для себя. Их надежда - не быть обреченными жить в одиночестве, исключенными из одного из старейших институтов цивилизации. Они требуют равного достоинства в глазах закона. Конституция дает им это право.

### Особые мнения

#### Главный судья Робертс

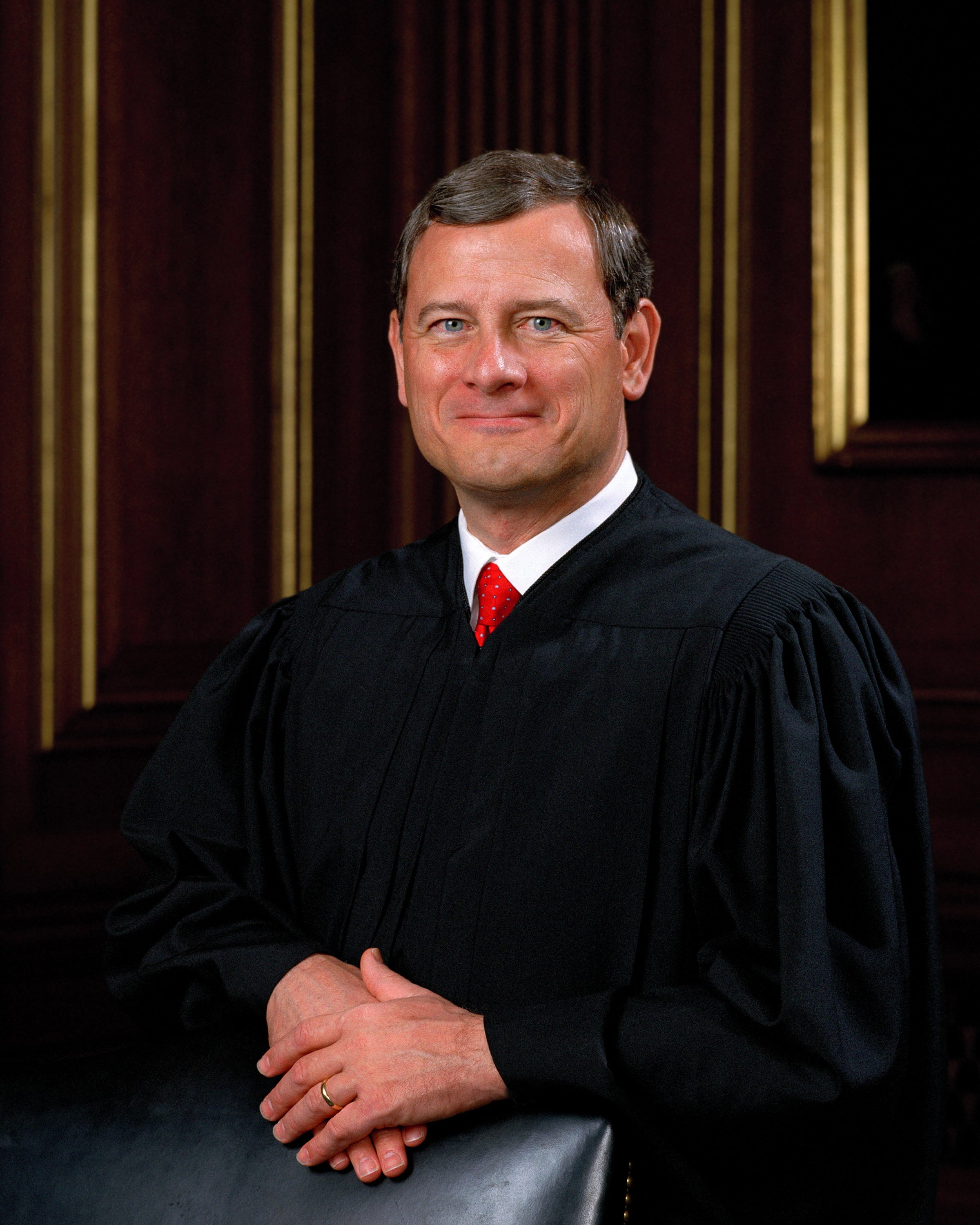
В своем несогласии председатель Верховного суда Джон Робертс утверждал, что запрет однополых браков не нарушает Конституцию.

В своем несогласии председатель Верховного суда Джон Робертс утверждал, что запрет однополых браков не нарушает Конституцию. Главный судья Джон Робертс написал особое мнение, к которому присоединились судьи Скалиа и Томас. Робертс согласился с надлежащей правовой процедурой, посредством которой основные права защищены с помощью оговорки о надлежащей правовой процедуре, но предупредил, что с течением времени ею злоупотребляли для расширения предполагаемых основных прав, особенно в деле Дред Скотт против Сэндфорда и Лохнер против Нью-Йорка. Робертс заявил, что никакое предыдущее решение не изменило ключевой компонент брака, заключающийся в том, что брак должен заключаться между одним мужчиной и одной женщиной; следовательно, запрет однополых браков не нарушает положения о надлежащей правовой процедуре. Робертс также отверг представление о том, что запрет однополых браков нарушает право на неприкосновенность частной жизни, поскольку они не связаны с вмешательством правительства или последующим наказанием. Обращаясь к статье о равной защите, Робертс заявил, что запрет однополых браков не нарушает положения, поскольку они рационально связаны с интересами государства: сохранением традиционного определения брака.
В более общем плане Робертс заявил, что брак, который он понимал, всегда имел «универсальное определение» как «союз мужчины и женщины», возник для обеспечения успешного воспитания детей. Робертс раскритиковал мнение большинства за то, что оно полагается на моральные убеждения, а не на конституционную основу, и за расширение основных прав без осторожности и уважения к истории. Он также предположил, что мнение большинства может быть использовано для расширения брака и включения узаконенной полигамии. Робертс упрекал большинство в том, что оно отвергает демократический процесс и использует судебную систему не по назначению. По словам Робертса, сторонники однополых браков не могут добиться «истинного признания» на своей стороне, потому что дискуссия сейчас закрыта. Робертс также предположил, что мнение большинства в конечном итоге приведет к последствиям для религиозной свободы, и он обнаружил, что формулировка Суда несправедливо направлена против противников однополых браков.

#### Судья Скалиа
Судья Антонин Скалиа написал особое мнение, к которому присоединился судья Томас. Скалиа заявил, что решение суда фактически лишает людей «свободы самоуправления», отметив, что в настоящее время ведутся жесткие дебаты по вопросу об однополых браках и что, решив этот вопрос в масштабах всей страны, демократический процесс был необоснованно приостановлен. Обращаясь к заявленному нарушению Четырнадцатой поправки, Скалиа утверждал, что, «поскольку запрет однополых браков не считался бы неконституционным во время принятия Четырнадцатой поправки, такие запреты сегодня не являются неконституционными». Он утверждал, что не было «никаких оснований» для решения Суда об отмене законодательства, которое четырнадцатая поправка прямо не запрещает, и прямо критиковал мнение большинства за «отсутствие даже тонкой лозы закона». Наконец, Скалиа обвинил фактическое решение в заключении за «уменьшение репутации этого Суда в плане ясного мышления и трезвого анализа» и за «переход от дисциплинированных юридических рассуждений Джона Маршалла и Джозефа Стори к мистическим афоризмам в виде печенья с предсказанием».

#### Судья Томас

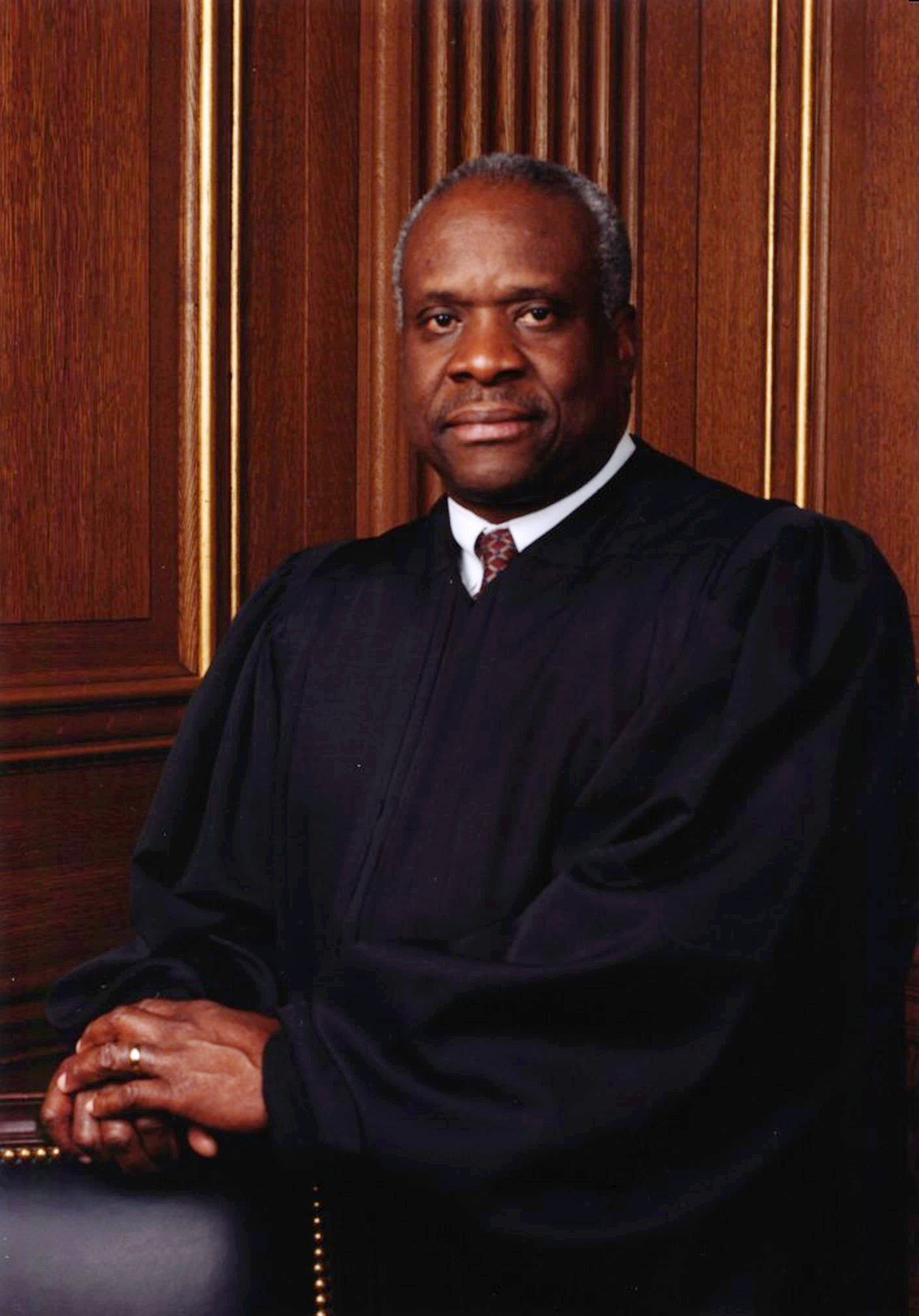
Судья Кларенс Томас написал особое мнение, отвергая надлежащую правовую процедуру.

Судья Кларенс Томас написал особое мнение, отвергая надлежащую правовую процедуру. Судья Кларенс Томас написал особое мнение, к которому присоединился судья Скалиа. Томас отверг принцип надлежащей правовой процедуры, который, как он утверждал, «предлагает судьям делать именно то, что здесь сделало большинство — в целом в конституционной сфере, руководствуясь только своими личными взглядами относительно основных прав, защищаемых этим документом»; поступая таким образом, судебная власть отклоняется от текста Конституции, подрывает демократический процесс и «возвышает судей за счет народа, от которого они получают свою власть». Томас утверждал, что единственная свобода, подпадающая под действие пункта о надлежащей правовой процедуре защиты — это свобода от «физического ограничения». Более того, Томас настаивал на том, что «свобода долгое время понималась как свобода личности от действий правительства, а не как право на определенные государственные права», такие как разрешение на брак. По словам Томаса, наличие большинства также подрывает политический процесс и угрожает религиозной свободе. Наконец, Томас не согласился с мнением большинства о том, что брак повышает достоинство однополых пар. По его мнению, правительство не способно даровать достоинство; скорее, достоинство — это естественное право, которое присуще каждому человеку, право, которое нельзя отнять даже через рабство и лагеря для интернированных.

#### Судья Алито
Судья Самуэль Алито написал особое мнение, к которому присоединились судьи Скалиа и Томас. Ссылаясь на дело Вашингтон против Глюксберга, в котором Суд заявил, что пункт о надлежащей правовой процедуре защищает только права и свободы, «глубоко укоренившиеся в истории и традициях этой нации», Алито заявил, что любое «право» на однополые браки не подпадает под это определение; он упрекнул большинство судей в том, что они идут против судебного прецедента и давних традиций. Алито защищал доводы штатов, принимая предпосылку о том, что запрет на однополые браки способствует деторождению и созданию оптимальной среды для воспитания детей. Алито выразил обеспокоенность тем, что мнение большинства будет использовано для нападок на убеждения тех, кто не согласен с однополыми браками, они «рискуют быть названными фанатиками и к ним могут относиться так же со стороны правительства, работодателей и школ», что приведет к «ожесточенным и жестоким отношениям» и «длительным ранам». Выражая озабоченность судебными злоупотреблениями, Алито заключил: «Понятно, что большинство американцев будут приветствовать или оплакивать сегодняшнее решение из-за их взглядов на проблему однополых браков. Но все американцы, независимо от их мнения по этому вопросу, должны беспокоиться о том, что притязания большинства на власть предвещают».

## Последствия

### Реакция

#### Поддержка

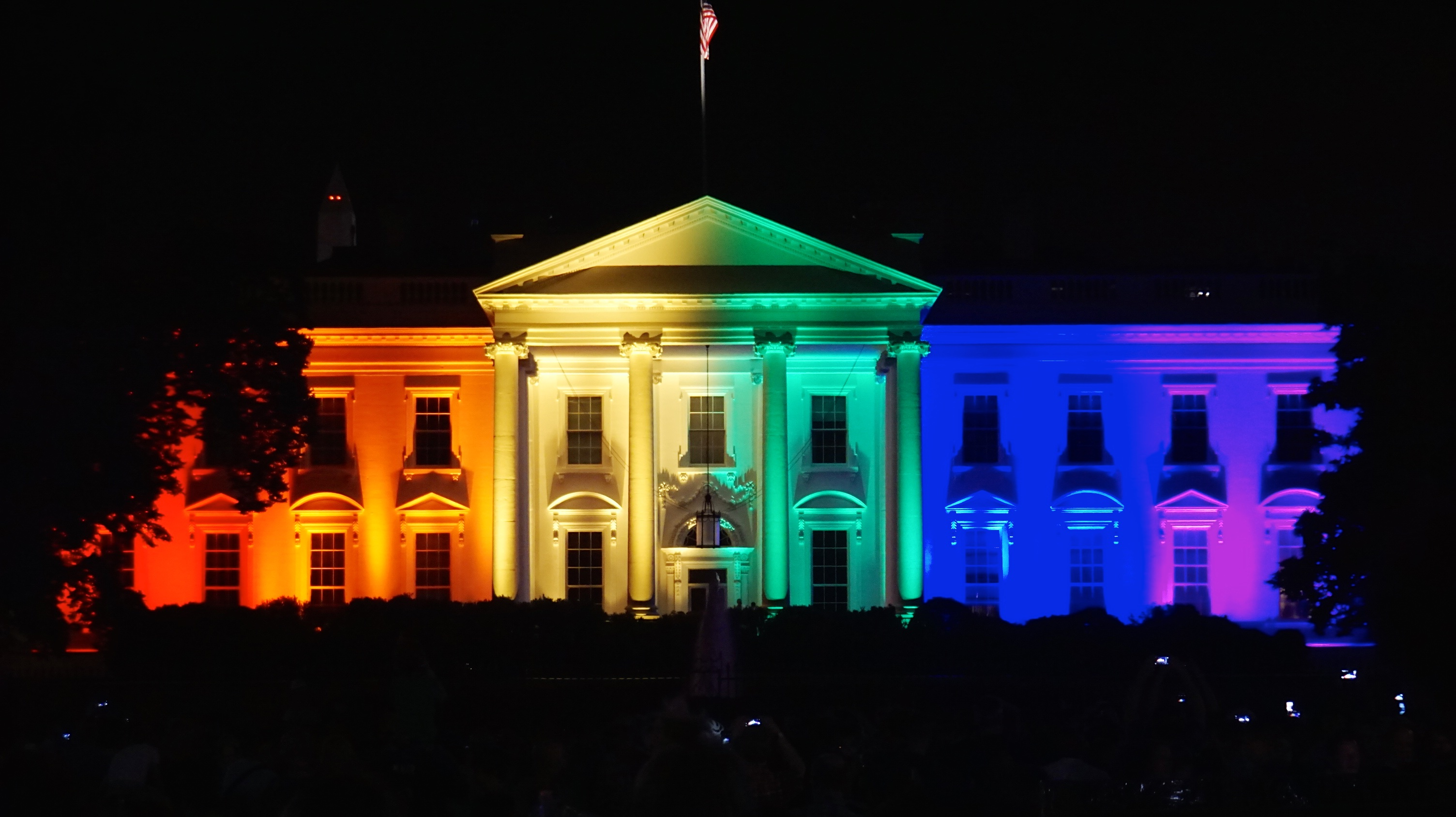
Белый дом освещался цветами радуги (которые появляются на флаге гей-парада) в вечер принятия постановления

Джеймс Обергефелл — истец в деле Обергефелл против Ходжеса, стремившийся вписать свое имя в свидетельство о смерти своего мужа в Огайо как пережившего супруга, сказал: «Сегодняшнее решение Верховного суда подтверждает то, что миллионы людей по всей стране уже знают, что это правда в наших сердцах: что наши любовные отношения равны с другими». Он выразил надежду, что термин «однополые браки» скоро уйдет в прошлое и отныне будет называться только браком. Президент Барак Обама высоко оценил это решение и назвал его «победой Америки».
Сотни компаний положительно отреагировали на решение Верховного суда, временно изменив логотипы своих компаний в социальных сетях, включив в них радуги или другие сообщения в поддержку легализации однополых браков.
Ликующие сторонники постили в социальных сетях, ходили на публичные митинги и парады прайдов, чтобы отпраздновать это решение. Комментаторы в соцсетях выделяли процитированный отрывок из решения Кеннеди как ключевое заявление, опровергающее многие аргументы противников однополых браков и отражающее аналогичные формулировки в решении 1967 года по делу Лавинг против Виргинии, которое отменило запреты на межрасовые браки, и решение 1965 года по делу Грисволд против Коннектикута, которое подтвердило, что супружеские пары имеют право на неприкосновенность частной жизни. Этот абзац часто повторялся в социальных сетях после сообщения о решении.

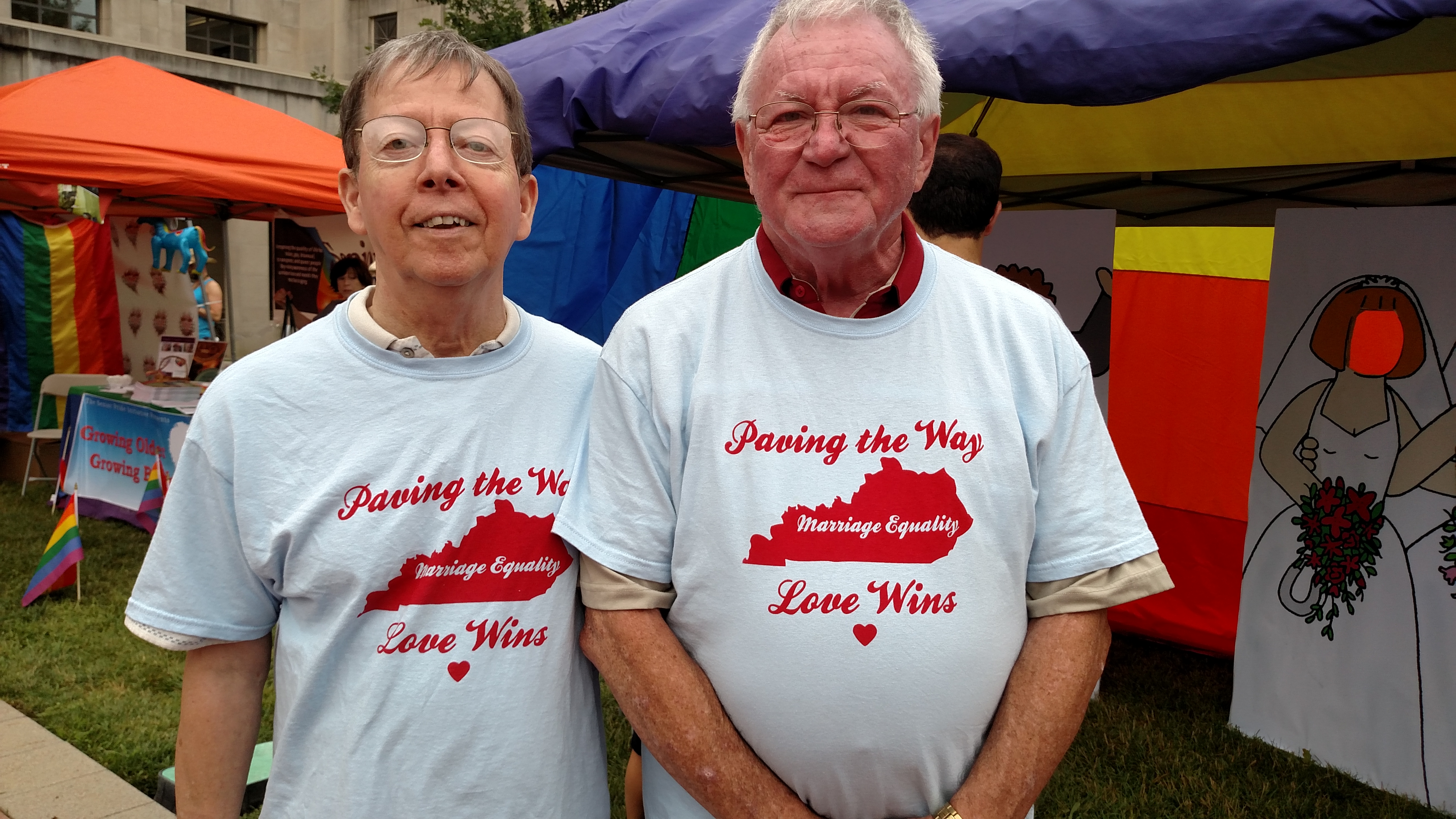
Истцы Джимми Мид (слева) и Люк Барлоу (справа) празднуют на прайд-фестивале в Лексингтоне, Кентукки, на следующий день после решения суда по делу Обергефелл против Ходжеса.

В 2015 году в соответствии с этим постановлением судья Энтони Кеннеди и другие судьи Верховного суда были избраны «Людьми года» по версии журнала «Адвокаты».

#### Несогласие
Напротив, генеральный прокурор Техаса Кен Пакстон назвал решение суда «незаконным» и пообещал бесплатную юридическую защиту государственных служащих, которые отказываются регистрировать брак по религиозным мотивам. В своем твите бывший губернатор Арканзаса, а затем кандидат от республиканцев на президентских выборах 2016 года Майк Хакаби написал: «Это ошибочное, неудавшееся решение является неконтролируемым актом неконституционной судебной тирании». Остин Р. Нимокс, старший Адвокат Альянса в защиту свободы, группы, выступающей против однополых браков, обвинил большинство членов Суда в подрыве свободы слова, заявив, что «пять юристов лишили голосов более 300 миллионов американцев, чтобы продолжить обсуждение важнейшего социального института в мировой истории… Никто не имеет права говорить, что мама, женщина, папа или мужчина не имеют отношения к делу». Некоторые, такие как Национальный католический реестр и организация «Христианство сегодня», выразили обеспокоенность тем, что может возникнуть конфликт между правящей властью и свободой вероисповедания, повторяя аргументы несогласных судей.
4 мая 2017 года республиканский губернатор штата Теннесси Билл Хэслем подписал закон HB 1111 / SB 1085. Законопроект был расценен Кампанией за права человека как попытка оспорить Обергефелл против Ходжеса.

### Принятие
Хотя в июне 2015 года Верховный суд США легализовал однополые браки по всей стране, в штатах Алабама, Техас и Кентукки было много округов, отказывающих в выдаче разрешений на брак однополым парам, имеющим на это право. Кроме того, общий статус однополых браков на территории Американского Самоа остается неопределенным.

#### Алабама

Округа Алабама, которые выдают лицензии на брак всем парам (синий) и округа, не выдающие лицензии никому (фиолетовый). Положение дел до 29 августа 2019 года.

После решения по делу Обергефелл против Ходжеса к 4 сентября 2015 года официальные лица одиннадцати округов Алабамы прекратили выдачу всех разрешений на брак: Отога, Бибб, Чеймберс, Чокто, Кларк, Клиберн, Ковингтон, Элмор, Дженива, Пайк и Вашингтон.
6 января 2016 года главный судья Алабамы Рой Мур издал постановление, запрещающее государственным чиновникам выдавать лицензии на брак однополым парам; в мае того же года ему были предъявлены обвинения в нарушении профессиональной этики за этот указ, и впоследствии он был отстранен на оставшийся срок своих полномочий, начиная с сентября того же года. После постановления Мура ранее перечисленные округа продолжали отказывать в выдаче разрешений на брак однополым парам, в то время как округа Элмор и Маренго присоединились к их отказу.
Округ Чемберс снова начал выдавать лицензии на брак в июне 2016 года, и поэтому к 26 июня 2016 года двенадцать округов отказывали в выдаче каких-либо разрешений на брак: Отога, Бибб, Чокто, Кларк, Клиберн, Куса, Ковингтон, Элмор, Дженива, Маренго, Пайк и Вашингтон. К октябрю 2016 года округа Бибб, Куза и Маренго снова начали выдавать свидетельства, а к июню 2017 года — и округ Чокто. До июня 2019 года восемь округов по-прежнему отказывали в выдаче разрешений на брак любой паре: Отога, Кларк, Клиберн, Ковингтон, Элмор, Дженива, Пайк и Вашингтон.
В то время Законодательное собрание Алабамы приняло законопроект, который изменит законодательство штата и заменит лицензии на брак, которые представляли собой заявления, подаваемые в суд по наследственным делам, свидетельствами о браке, которые выдаются парам, подавшим требуемые нотариально заверенные формы. Законопроект был подписан губернатором Алабамы Кей Айви в мае 2019 года и вступил в силу 29 августа 2019 года; все восемь оставшихся консервативных округов были обязаны начать выдачу свидетельств о браке, и каждый округ в Алабаме в настоящее время выдает свидетельства о браке всем парам, в том числе однополым парам, имеющим на это право.

#### Техас
После решения по делу Обергефелл против Ходжеса пять округов Техаса изначально отказались выдавать лицензии на однополые браки: Худ, Ирион, Лавинг, Миллс, Суишер и Трокмортон. Округа Свишер и Трокмортон начали выдавать лицензии на брак к августу 2015 года, а округа Ловинг и Миллс последовали их примеру к сентябрю 2015 года. После 4 сентября 2015 года графство Ирион было единственным округом, который отказался выдать разрешение на брак, при этом клерк округа сослался на личные религиозные убеждения. Однако в результате выборов в ноябре 2020 года на должность клерка округа Ирион назначен новый чиновник, хотя остается неизвестным, выдаст ли новый клерк лицензию на брак однополой паре.

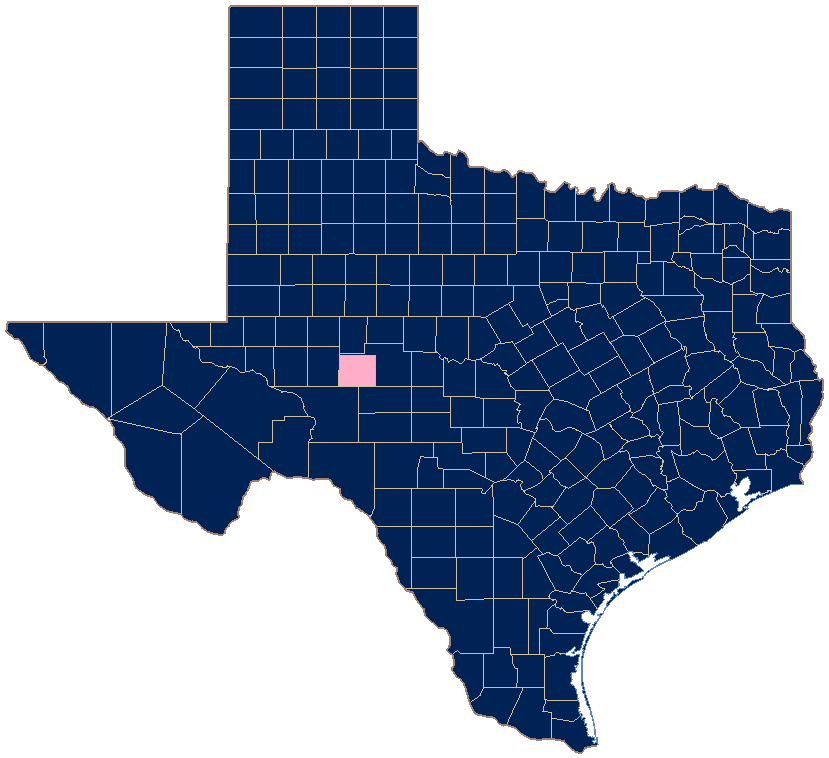
Округа Техаса, которые не подтвердили согласие на выдачу разрешений на брак однополым парам (розовый)

#### Кентукки
Не было подтверждено, что в трех округах Кентукки выдавались или был отказ в выдаче разрешений на брак однополым парам: Уитли, Кейси и Роуан. Ким Дэвис, клерк округа Роуан, сослалась на исключения по религиозным убеждениям, основанные на Первой поправке к Конституции США и Разделе 5 Конституции Кентукки, когда она не выдавала лицензии на однополые браки. Пытаясь смягчить проблему, губернатор Кентукки Мэтт Бевин подписал закон SB-216 13 апреля 2016 года, который заменил ранее раздельные формы лицензии на брак для разнополых и однополых пар на одну форму, которая имеет возможность выбора пола. 22 июня 2016 года директор кампании за справедливость в Кентукки Крис Хартманн заявил, что «в Кентукки нет округов, где отказывают в выдаче разрешений на брак».

#### Территории США
Гуам выдавал лицензии на брак однополым парам до дела Обергефелл против Ходжеса; территория уже полностью соответствовала постановлению.
26 июня 2015 года губернатор Пуэрто-Рико объявил, что территория подчинится постановлению Обергефелл против Ходжеса и однополые браки начнут признаваться в Пуэрто-Рико в течение пятнадцати дней. Хотя однополые пары начали заключать брак на территории 17 июля, судебная тяжба продлится до 11 апреля 2016 года.
29 и 30 июня 2015 года губернаторы Северных Марианских островов и Виргинских островов США, соответственно, объявили, что их территории будут соблюдать постановление Обергефелл против Ходжеса.
Однако неясно, как и будет ли решение по делу Орегефелл против Ходжеса распространяться на Американское Самоа, потому что жители, родившиеся на этой территории, не являются юридически гражданами США, как на других четырех населенных территориях США.
9 июля 2015 года тогдашний генеральный прокурор Американского Самоа Талауэга Элеасало Але заявил, что его офис «все еще рассматривает решение, чтобы определить его применимость [Обергефелла] к Американскому Самоа». Кроме того, судья окружного суда Американское Самоа, Фити Александр Суния, заявил на слушаниях в Сенате в январе 2016 года, что он «не будет проводить свадьбы для однополых пар, если не будут изменены местные законы». Законность этих заявлений бывших и нынешних государственных чиновников территории сохраняется, так как их необходимо рассмотреть из-за отсутствия судебных разбирательств, и поэтому правовой статус однополых браков в Американском Самоа остается неопределенным.

## Последующие дела

### Паван против Смита
В деле Паван против Смита Верховный суд подтвердил решение по делу Обергефелл против Ходжеса и постановил, что штаты не могут относиться к супружеским однополым парам иначе, чем как к супружеским парам противоположного пола при выдаче свидетельств о рождении. В деле Обергефелл против Ходжеса свидетельства о рождении были перечислены среди «государственных прав, льгот и обязанностей», которые обычно сопровождают брак. Цитируя решение по делу Обергефелл против Ходжеса, Суд подтвердил, что «Конституция дает однополым парам право вступать в гражданский брак» на тех же условиях, что и «парам противоположного пола».